# Kitwe
Kitwe es una ciudad capital de su distrito, en la zona central del norte de Zambia, en la provincia de Copperbelt, cerca del río Kafue y de la frontera con la República Democrática del Congo.
Con una población de 467.084 habitantes en 1999, es una de las mayores comunidades urbanas del país.
Centro cuprífero e industrial de primer orden, desarrolla además su actividad fabril en otros sectores como el alimentario, el del plástico y el de la confección de ropa; muchos de ellos se abastecen de la energía producida por la central hidroeléctrica de Kariba, situada al sur de la ciudad.
Kitwe es la sede del Instituto de Tecnología de Zambia (1970). La ciudad fue fundada en 1936 para favorecer la explotación de las minas de cobre y experimentó un rápido crecimiento tras la Segunda Guerra Mundial; en 1961 se anexionó la vecina ciudad de Nkana.

## Ciudades hermanadas
- Ponta Grossa, Paraná, Brasil